# 埃夫拉塔 (紐約州)
埃夫拉塔（英語：Ephratah）是一個位於美國紐約州富爾頓縣的鎮。

## 人口
根據2020年美國人口普查的數據，埃夫拉塔的面積為102.17平方千米，當中陸地面積為101.45平方千米，而水域面積為0.72平方千米。當地共有人口1682人，而人口密度為每平方千米16人。